# Revel-Tourdan
Revel-Tourdan è un comune francese di 1 031 abitanti situato nel dipartimento dell'Isère della regione dell'Alvernia-Rodano-Alpi.

## Società

### Evoluzione demografica
Abitanti censiti